# Bison (Oklahoma)
Bison – jednostka osadnicza w Stanach Zjednoczonych, w stanie Oklahoma, w hrabstwie Garfield.